# Władimir Flegontow
Władimir Wasiljewicz Flegontow (ros. Владимир Васильевич Флегонтов; ur. 22 sierpnia 1987) – rosyjski zapaśnik startujący w stylu wolnym. Drugi w Pucharze Świata w 2014 roku.